# Lemonia sibirica
Lemonia sibirica är en fjärilsart som beskrevs av W. Wnukowsky, 1934. Lemonia sibirica ingår i släktet Lemonia och familjen fältspinnare, Brahmaeidae. Inga underarter finns listade i Catalogue of Life.